# Vesegonsk
Vesegonsk (en ruso: Весьего́нск) es una ciudad del óblast de Tver, Rusia, ubicada en el extremo noreste del óblast, y sobre el extremo noroeste del embalse de Ríbinsk, que la separa del óblast de Vólogda. Su población en el año 2010 era de 7300 habitantes.
A efectos de desconcentración administrativa de los órganos federales y de la óblast, es la capital del raión homónimo. Sin embargo, a efectos de autogobierno local es desde 2019 la sede de un ókrug municipal, en el que un solo ayuntamiento con sede en la ciudad extiende su jurisdicción sobre todo el raión.

## Historia

Mapa del embalse de Ríbinsk en el que aparece, sobre su orilla noreste, Vesegonsk

Vesegonsk fue primeramente mencionado en el siglo XV con el nombre de Ves Yogonskaya. El asentamiento estaba situado a la orilla del río Mologa, que era uno de los principales afluentes del Volga en el norte de Rusia. En el siglo XVIII se construyó un canal que unía Moscú con San Petersburgo y Vesegonsk se encontraba a la orilla de dicho canal con lo que su popularidad aumentó. Sin embargo, pronto este canal dejó de utilizarse y la fama de la ciudad decayó igualmente.
La reforma administrativa llevada a cabo por Pedro I de Rusia, conocido por Pedro el Grande, en 1708, incluía a Vesegonsk en la gobernación de San Petersburgo, pero en 1727 fue transferida a la gobernación de Moscú.

## Economía
En la ciudad hay varias fábricas de madera y comida. También es importante su estación de ferrocarril que la une con Moscú, y por carretera queda unida con Tver, la capital del óblast.